# استان شرقی (گینه بیسائو)
استان شرقی (به لاتین: East) یک منطقهٔ مسکونی در گینه بیسائو است که در گینه بیسائو واقع شده‌است.